# Val på Åland
Val på Åland innefattar:
- Val till Ålands lagting
- Val av Ålands riksdagsledamot
- Presidentval i Finland
- Kommunalval på Åland